# Djedkhonsuefankh
Djedkhonsuefankh ("Khonsu parla i ell viu") va ser un príncep egipci de la XXI Dinastia. Va ocupar el càrrec de Summe Sacerdot d'Amon a Tebes suposadament de l'any 1046 al 1045 aC.

## Vida
Se'l suposa fill del rei Pinedjem I. Sembla que va succeir al seu germà Masaharta com a Summe Sacerdot d'Amon durant una època de grans convulsions a la ciutat de Tebes. L'egiptòleg alemany Von Beckerath va suggerir la possibilitat que Djedkhonsuefankh morís d'una mort violenta, el que explicaria que només hagués ocupat el càrrec un sol any. L'egiptòleg britànic K. A. Kitchen, per la seva banda, també ha considerat aquesta possibilitat, tot i que reconeix que "podria ser una interpretació excessivament dramàtica de la seva breu funció".
| D&d | Aa1 · n | M23 | M17 | G43 · f | S34 | n · Aa1 |

| D&d | Aa1 · n | M23 | M17 | G43 · f | S34 | n · Aa1 |

Tot el que en realitat sabem de la seva existència és la menció del seu nom al taüt del seu fill (avui perdut). S'hi llegia, segons Cecil Torr: "[...]re, fill del primer profeta d'Amon, Djed-Khons-ef-ankh, fill del Senyor de les Dues Terres, Pinedjem, Estimat d'Amon, primer profeta d'Amon"; el nom de Pinedjem hi apareixia tancat en un cartutx.
Se suposa que Djedkhonsuefankh va ser succeït com a summe sacerdot pel seu germà Menkheperre, la qual cosa semblaria implicar que el seu fill "[...]re" o bé va morir abans que ell, o era massa jove per a ocupar el càrrec, o simplement va ser ignorat per altres motius.
No obstant això, Andrzej Niwiński ha suggerit que Djedkhonsuefankh no seria fill de Pinedjem I, sinó de Pinedjem II, i com a tal seria el besnét de Pinedjem I. Niwiński l'identifica amb el principal funcionari esmentat amb els enterraments de Neskhons. Postula a més que Psusennes II (en aquesta proposta el seu germà), que probablement va succeir al seu pare Pinedjem II com a summe sacerdot i va aconseguir unir aquest títol amb el de rei, hauria fet que Djedkhonsuefankh actués com al seu representamt a Tebes. El títol de Summe Sacerdot al seu fèretre li donaria llavors pòstumament el seu fill "[...]re". Niwiński també assenyala que els noms teofòrics com Djedkhonsuefankh van ser més habituals a finals de la Dinastia XXI.
És probable que l'esposa de Djedkhonsuefankh fos Djedmutesankh, una cantant d'Amon, que va ser enterrada a la tomba MMA60 a Deir el-Bahari.